# Chris Kropman
Christiaan Michael "Chris" Kropman (10 de outubro de 1919 — 29 de março de 2003) foi um ciclista holandês, que participava em competições de ciclismo de pista.
Kropman competiu representando os Países Baixos na perseguição por equipes de 4 km nos Jogos Olímpicos de 1936 em  Berlim, mas não conseguiu terminar a corrida.